# Prometabolie
Prometabolie ist eine Form der Metamorphose bei Insekten, bei der die so genannte Subimago als flug-, aber nicht fortpflanzungsfähiges Tier auftritt. 
Ein Beispiel ist die Ordnung der Eintagsfliegen (Ephemeroptera). Sie leben oft mehrere Jahre als Larve in Gewässern. Dann kommt es synchron zur Häutung und die Subimagines fliegen positiv phototaktisch los, um sich dann nach mehreren Minuten oder Stunden zur geschlechtsreifen Imago zu häuten.